# Grucking
Grucking ist ein Gemeindeteil von Fraunberg im oberbayerischen Landkreis Erding.

## Lage
Das Kirchdorf liegt circa zwei Kilometer südlich von Fraunberg.

## Baudenkmäler

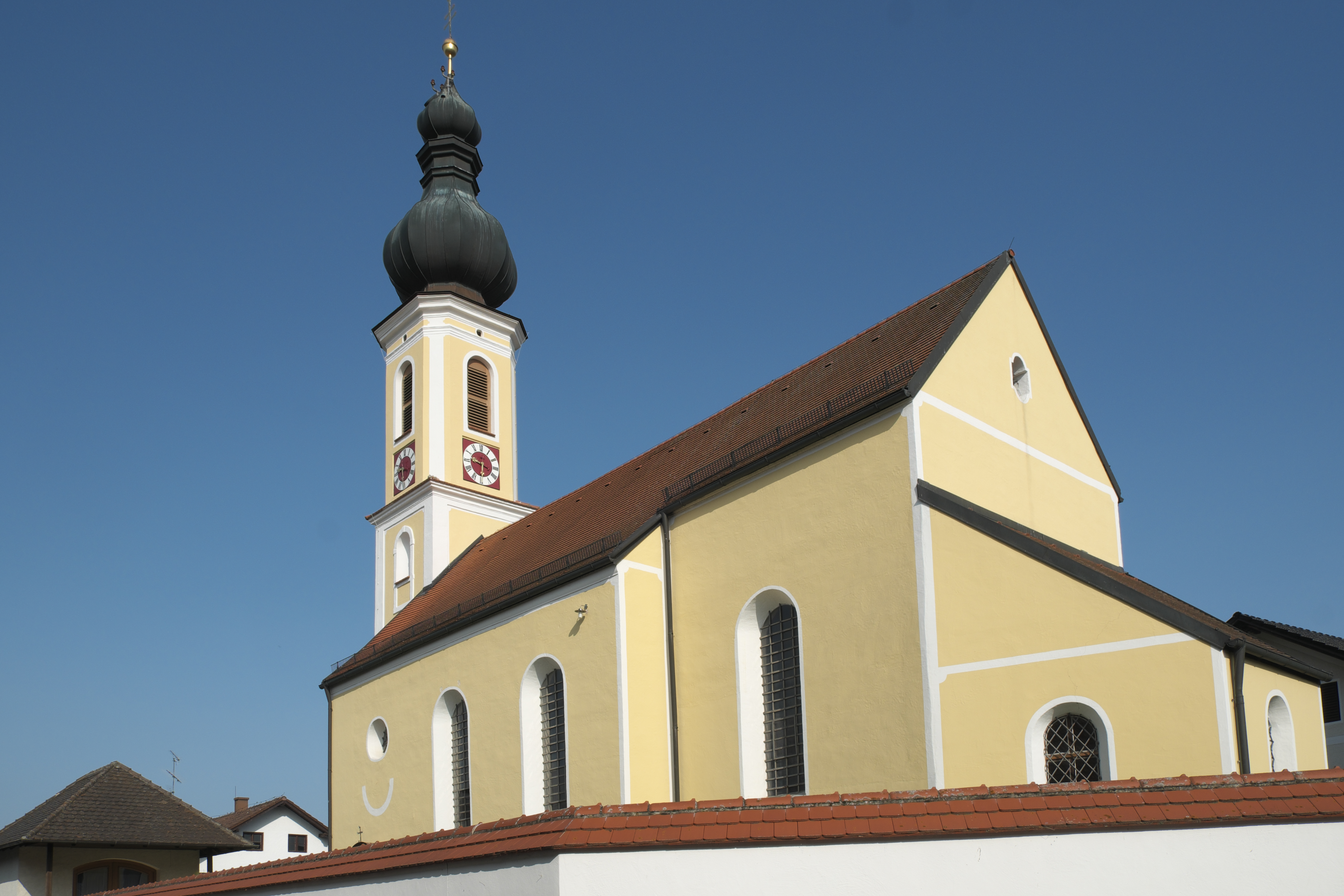
Kirche St. Vitus

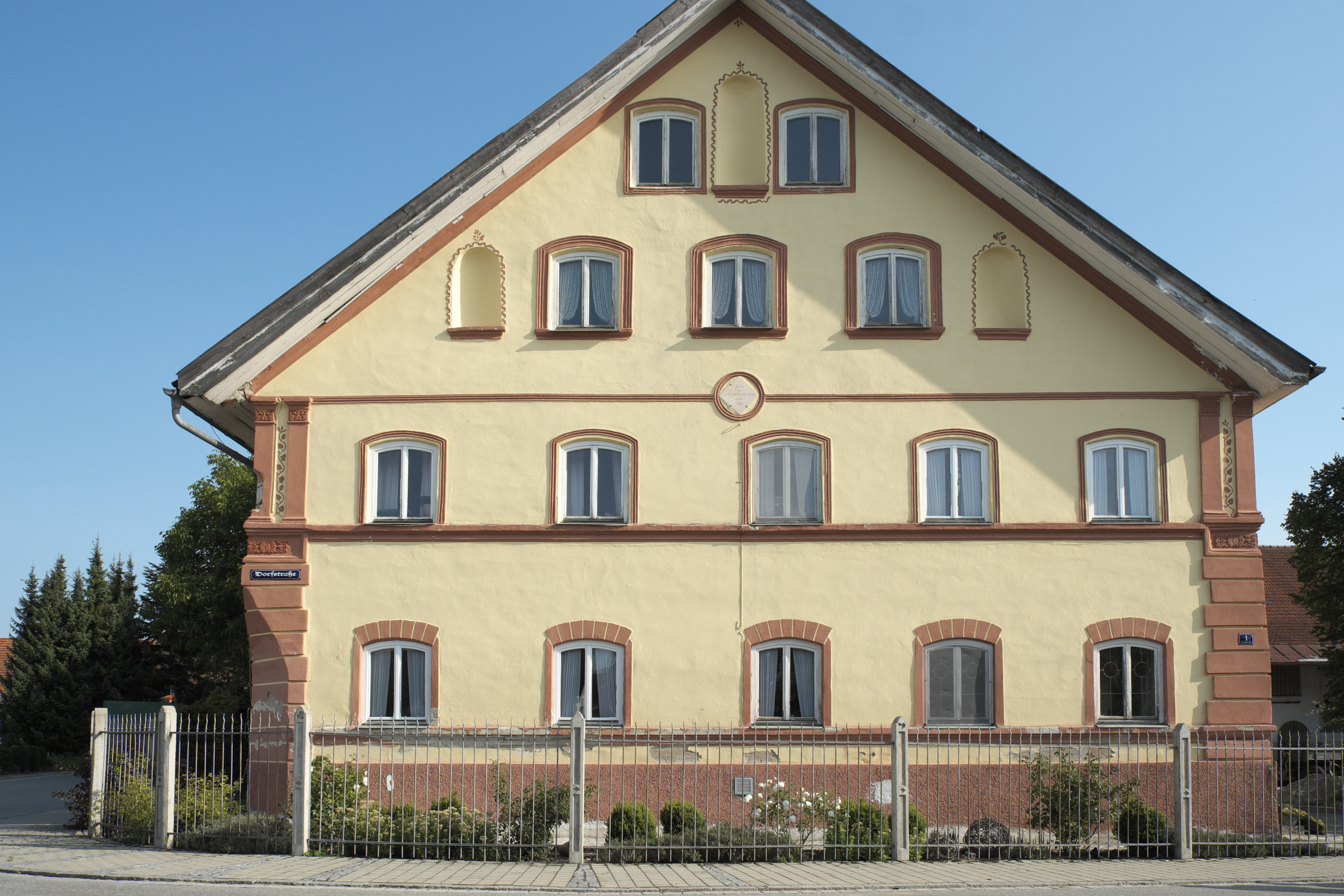
Bauernhaus Dorfstraße 1

- Filialkirche St. Vitus
- Bauernhaus Dorfstraße 1